# یویا یوشیزاوا
یویا یوشیزاوا (ژاپنی: 吉澤 佑哉؛ زادهٔ ۲۰ آوریل ۱۹۸۶) یک بازیکن فوتبال اهل ژاپن است.
از باشگاه‌هایی که در آن بازی کرده‌است می‌توان به باشگاه فوتبال کاشیما آنتلرز و باشگاه فوتبال کاماتامار سان‌اوکی اشاره کرد.